# Friedrich Philipp von Abert
Pour les articles homonymes, voir Abert.
Friedrich Philipp von Abert (né le 1er mai 1852 à Münnerstadt, mort le 23 avril 1912 à Bamberg) est archevêque de Bamberg de 1905 à sa mort.

## Biographie
Friedrich Philipp von Abert étudie après l'abitur à Münnerstadt la philosophie à Passau. En 1871, il entre au séminaire de Wurtzbourg. Le 20 février 1875, il est ordonné prêtre. En 1881, il devient assistant du séminaire épiscopal du clergé, obtient son doctorat en théologie en 1882 et devient en 1885 professeur agrégé de dogmatique au Lyceum de Ratisbonne. En 1890, il accepte la chaire de dogmatique et de symbolisme chrétien à l'université de Wurtzbourg, est doyen de la faculté de théologie en 1894-1895 et en 1899-1900 et recteur de l'université en 1900-1901.
En 1905, le pape Pie X le nomme archevêque de Bamberg. Il reçoit l'ordination épiscopale le 1er mai 1905 des mains de Franz Joseph von Stein, archevêque de Munich et Freising.
Il fonde de nombreuses nouvelles paroisses et fait construire des églises, en particulier dans la région de Nuremberg. Friedrich Philipp von Abert s'exprime publiquement au moment des élections législatives allemandes de 1907 contre l'alliance du Zentrum avec les sociaux-démocrates.
Il meurt après une grave maladie et est enterré dans la cathédrale de Bamberg près du pilier nord du chœur occidental dans une tombeau du sculpteur Balthasar Schmitt (de).